# فرودگاه اسپرت کرالیفو
فرودگاه اسپرت کرالیفو (به انگلیسی: Kraljevo Sport Airport) (به زبان بومی: Kraljevo Sport Airport) یک فرودگاه غیرنظامی با کد یاتا KVS است که یک باند فرود چمن دارد و طول باند آن ۱۱۰۰ متر است. این فرودگاه در شهر کرالیفو کشور صربستان قرار دارد و در ارتفاع ۱۹۹ متری از سطح دریا واقع شده است.